# Szachan
Szachan – osiedle typu miejskiego we wschodnim Kazachstanie, w obwodzie karagandyjskim. Liczy 12 700 mieszkańców (2006). Ośrodek przemysłu spożywczego.